# Ирина од Ларисе
Ирина од Ларисе (бугарски: Ирина от Лариса) је била бугарска царица (1014-1015), супруга Гаврила Радомира.

## Биографија
О Ирени нам податке даје Јован Скилица који бележи да је Самуилов син најпре био ожењен ћерком краља Угарске и да ју је из непознатог разлога отерао након чега се оженио "прекрасном Ирином заробљеном у Лариси". Гаврило се Ирином оженио око 999. године када је отерао угарску принцезу која је у том тренутку била трудна. Није познато ништа о Иринином пореклу. Са Ирином је Гаврило имао неколико деце, пет синова и две кћери. Гаврило је 1014. године преузео власт. Владао је свега годину дана након чега је убијен од стране свог рођака, Јована Владислава. Ирина је убијена заједно са мужем, а њихов син је ослепљен.